# Aspilota nobilis
Aspilota nobilis är en stekelart som beskrevs av Sergey A. Belokobylskij 2007. Aspilota nobilis ingår i släktet Aspilota och familjen bracksteklar. Inga underarter finns listade.